# At-Tawahin
At-Tawahin (arab. الطواحين) – miasto w Syrii, w muhafazie Tartus. W 2004 roku liczyło 2238 mieszkańców.